# Caída de la dinastía Ásad
La caída de la dinastía Ásad tuvo lugar en la madrugada del domingo 8 de diciembre de 2024, cuando las fuerzas opositoras agrupadas en la llamada Sala de Operaciones del Sur culminaron una ofensiva militar contra el gobierno de Bashar Háfez al-Ásad, iniciada el 27 de noviembre de 2024, La caída de Damasco supuso el fin del régimen que había regido en el país bajo estado de emergencia desde la década de 1970, cuando el llamado Movimiento Correctivo encumbró al poder a Háfez al-Ásad, padre de Bashar.
Los ataques, iniciados días antes por la Coalición Nacional para las Fuerzas de la Oposición y la Revolución Siria y la Organización para la Liberación del Levante, acabaron con el exilio de él y su familia en Moscú. El hasta entonces primer ministro, Mohamed Ghazi al-Jalali, traspasó el poder político y social a un gobierno de transición liderado por Mohamed al-Bashir; si bien la oposición al gobierno derrocado es diversa y el territorio de Siria, tal y como es reconocido por la comunidad internacional, se encuentra fragmentado bajo el control de diferentes facciones.

## Antecedentes
La familia Ásad llegó al poder en Siria a partir del domingo 14 de marzo de 1971, cuando Háfez al-Ásad, presidente del partido político Baaz ,de tendencia política antiimperialista, antisionista, nacionalista, neobaazista, panarabista y socialista, como parte de las acciones de dicho movimiento político, se autoproclamó a sí mismo como Presidente de Siria y formó la coalición política denominada como Frente Nacional Progresista, el cual dejó fuera de la vida pública a todos los partidos políticos que estuviesen fuera de ella, reconociendo además el liderazgo del Partido Del Renacimiento Árabe Socialista sobre todos los otros. El 12 de marzo de 1973, y a través de un referéndum se promulgó una nueva constitución para el país, que definía al país como una república socialista, democrática y popular, no islámica, Y que Afianzó aún más el poder social y político del Partido Del Renacimiento Árabe Socialista, Esta constitución se mantuvo en vigor hasta el año 2012. Durante su mandato, se mantuvo un culto a la personalidad hacia él, quien fue llamado como «líder eterno» por los medios de prensa oficiales del gobierno. El mandatario se perpetuó en el poder hasta su fallecimiento el 10 de junio de 2000, y por el cual fue sucedido posteriormente por su hijo, Bashar al-Ásad, quien continuó el legado de su padre. A partir del 15 de marzo de 2011, una serie de protestas y disturbios violentos antigubernamentales, dieron inicio a las acciones militares que llevaron a la guerra civil siria.

## Toma del control de la oposición

### Avances militares

Mapa de la Ofensiva del noroeste de Siria de 2024

En el contexto de la operación militar en Alepo, ligada a la ofensiva en el noroeste de Siria en 2024, el 30 de noviembre, un conjunto de insurgentes logró derribar una estatua ecuestre de Basel al-Ásad, hermano del entonces presidente, así como un busto de su progenitor. el 7 de diciembre, una ofensiva militar opositora al régimen de al-Ásad, tomó el control de Homs, la tercera ciudad más grande del país de Oriente Medio. Ese mismo día, anunciaron el avance hasta ingresar al territorio de la Gobernación Rural de Damasco, dando así inicio a la Batalla de Damasco. 

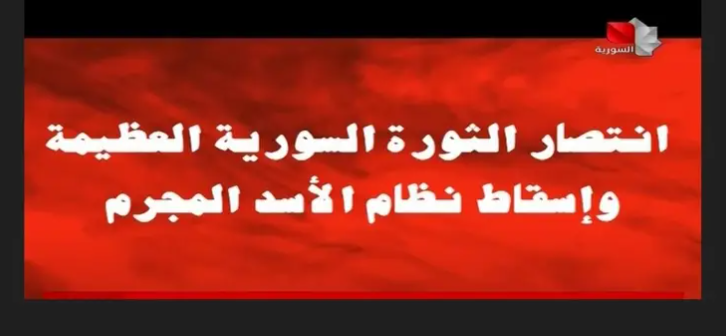
"Victoria de la gran revolución siria y caída del régimen criminal de Al-Assad" texto mostrado en la televisión estatal siria tras la liberación de Damasco por los rebeldes.

Durante la madrugada del día siguiente, oficiales militares opositores anunciaron que al-Ásad abandonó la ciudad en un avión privado. Esta información fue confirmada en primera instancia, por el Ministro de Asuntos Exteriores de Rusia, Serguéi Lavrov. Por su parte, el Observatorio Sirio para los Derechos Humanos informó a primera hora que las fuerzas opositoras sirias habían tomado el control de varios edificios gubernamentales, las cárceles de la ciudad, algunos medios de comunicación y el Aeropuerto Internacional de Damasco. La prisión de Sednaya, reconocida como un emblemático símbolo de la represión y el sufrimiento bajo el régimen de al-Ásad, que ha sido apodada coloquialmente como "matadero humano", se convirtió en un objetivo significativo para los grupos rebeldes. Una vez que la ciudad fue capturada, se facilitó el acceso a la Defensa Civil Siria con el fin de liberar a los detenidos, brindarles asistencia médica y recopilar la mayor cantidad de evidencia posible respecto a las condiciones internas de la instalación.

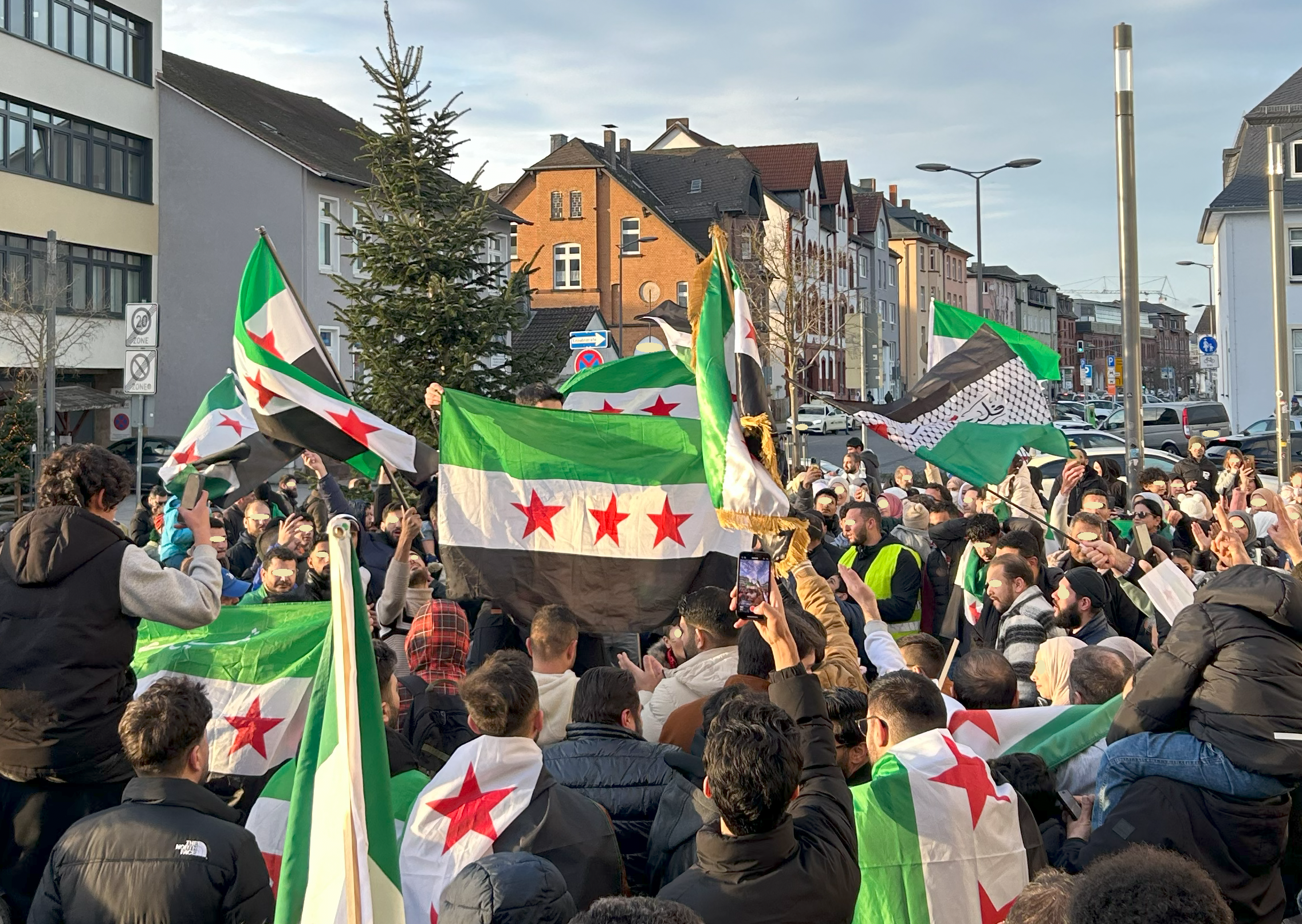
La comunidad siria en Alemania celebra la caída del régimen de Assad el 8 de diciembre de 2024.

## Transición política
El comandante de la Organización para la Liberación del Levante, Abu Mohammad al-Golani, de tradición yihadista, se mostró muy  pragmático al poder anunciar a través de la red social denominada Telegram, que las instituciones públicas de la caída República Árabe Siria no serían inmediatamente y del todo entregadas a los militares opositores, sino que se mantendrían a cargo del primer ministro del régimen de Bashar Háfez al-Ásad, Mohammad Ghazi al-Jalali, hasta que se concrete el traspaso definitivo. El premier del depuesto régimen se mostró dispuesto a cooperar con los insurgentes, en la medida que se den las instancias democráticas para el traspaso del poder. Dado que existen varios grupos opositores que participaron a lo largo de los años en la resistencia contra el gobierno de Bashar Háfez al-Ásad, se organizaron para establecer un nuevo gobierno. Entre los distintos grupos involucrados, los cuales fueron fragmentados a partir de 2016 con la ruptura de la oposición siria, se encuentran la Administración Autónoma del Norte y Este de Siria, el Gobierno interino de Siria, el Gobierno de Salvación Nacional de Siria y las tropas del Ejército Libre Sirio, que fueron apoyados por la Ocupación estadounidense del sur de Siria. Los rebeldes decretaron un toque de queda en todo el país, y con el único fin de poder asegurar el orden público, hasta el lunes 9 de diciembre.

## Reacciones internacionales
- Rusia: A las 10:00 a. m. del 8 de diciembre, el presidente ruso, Vladímir Putin, reconoció la huida de Ásad.[20] Ese mismo día, fuentes del gobierno ruso confirmaron que Bashar al-Ásad llegó a Moscú junto a su esposa e hijos, recibiendo asilo humanitario.[21]
- Estados Unidos: El presidente estadounidense, Joe Biden, celebró la caída del régimen de Al-Ásad como un «acto de justicia» y dijo que su gobierno se mantendría vigilante en la situación del país debido al historial terrorista de HTS,[22] y el entonces presidente electo, Donald Trump, confirmó la huida de al-Ásad, además de esgrimir que «Putin ya no está interesado en protegerlo».[23]
- Alemania: El canciller federal alemán, Olaf Scholz, instó a un rápido restablecimiento del "derecho y del orden" en Siria. Asimismo, pidió por una solución política que permita a todos los sirios vivir con dignidad y autodeterminación.[24]
- Arabia Saudita: El ministro de Asuntos Exteriores saudí, Faisal bin Farhan Al Saud, expresó su satisfacción por las medidas positivas que se han tomado en Siria para resguardar la seguridad de la nación, haciendo un llamado al mismo tiempo a toda la comunidad internacional para que esté del lado del pueblo sirio y coopere para una transición del poder pacífica y ordenada.[25]
- Catar: El Ministerio de Asuntos Exteriores del Estado de Catar emitió un primer comunicado en el que expresó su "firme respaldo al pueblo sirio y a sus decisiones, con el objetivo de preservar su unidad, soberanía e independencia".[26] Además, en otro comunicado del 11 de diciembre, se ha informado que, en un paso significativo, las autoridades procederán a la reapertura de la embajada catarí en Damasco, la cual había permanecido cerrada desde julio de 2011.[27] Esta medida fue formalizada el día 21 del mismo mes, cuando fue izada la bandera de Catar frente al edificio diplomático de la capital siria.[28]
- Egipto: El ministro de Asuntos Exteriores y Migración egipcio, Badr Abdelatty, expresó su apoyo a la «soberanía, unidad e integridad territorial de la república hermana de Siria». Adicionalmente, hizo un llamado a todas las fuerzas opositoras sirias a velar por el interés superior del país con el fin de iniciar un proceso político integral de paz y consenso, el cual permita darle estabilidad al «hermano pueblo sirio».[29]
- Francia: A través de un comunicado del Ministerio de Asuntos Exteriores, el gobierno francés calificó el día de la caída de al-Ásad como «histórico para Siria y el pueblo sirio, después de 13 años de una gran represión de gran violencia», haciendo a su vez un llamado a «callar las armas y mantener la unidad del país».[30]
- Jordania: El rey jordano, Abdalá II, expresó su apoyo al "hermano pueblo sirio" y aseguró que respeta su voluntad y decisiones.[31]
- México: La Secretaria de Relaciones Exteriores llamó a la comunidad mexicana en Siria y Líbano a mantenerse en resguardo en sus domicilios, para cuidar de su seguridad, luego del derrocamiento del gobierno sirio por parte de grupos civiles rebeldes.[32]
- Reino Unido: El primer ministro, Keir Starmer, aseveró recibir la caída de al-Ásad como una «buena noticia», calificando al gobierno derrocado como un «régimen salvaje» y haciendo un llamado a la protección de los civiles y a preservar la paz en el país.[33]
- Turquía: El ministro de Relaciones Exteriores turco, Hakan Fidan, declaró que la caída del régimen de al-Ásad es una consecuencia de la guerra civil. Asimismo, pidió que la transición del poder a los opositores se haga de forma ordenada y que harán todo lo posible, para que organizaciones calificadas como terroristas, no se aprovechen de la situación.[34]
- Ucrania El ministro de Relaciones Exteriores, Andrí Sibiga, celebró la caída del presidente sirio. Destacó que el principal objetivo es ahora «restablecer la seguridad en Siria» y proteger de la violencia a la población.[35]